# Носу
Носу (північна ї, сичуанська ї, ꆇꉙ Nuosu) — одна з мов народності ї . Поширена в Китаї: на півдні провінції Сичуань і в сусідніх районах Юньнані.

## Про назву
Слово «носі» є самоназвою північних ї. Ї 彝 (yi) — це сучасна китайська назва кількох близьких груп, що говорять на шести різних мовах. Носі є найбільшою з них, її часто називають північна ї та сичуанська ї.

## Питання класифікації
Відноситься до північних лолойських мов, якими розмовляють інші частини народу ї (насу ї нісу) і частина народності ну (мова нусу). Інші три групи ї говорять центрально-лолойськими мовами.
Південно-східні і говорять на чотирьох близьких мовах (сані, асі, аже, Ажа), які входять до центральної підгрупи мов лоло.
До тієї ж підгрупи відносяться мови західних ї (Лалу, близька мові лаху) і центральних ї (ліпо / лолопо, близька мові лісу).

## Писемність

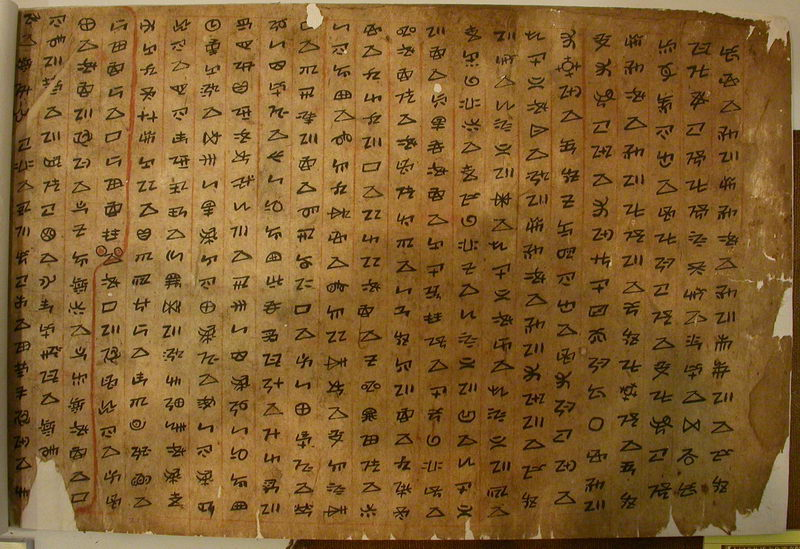
Класичне письмо ї.

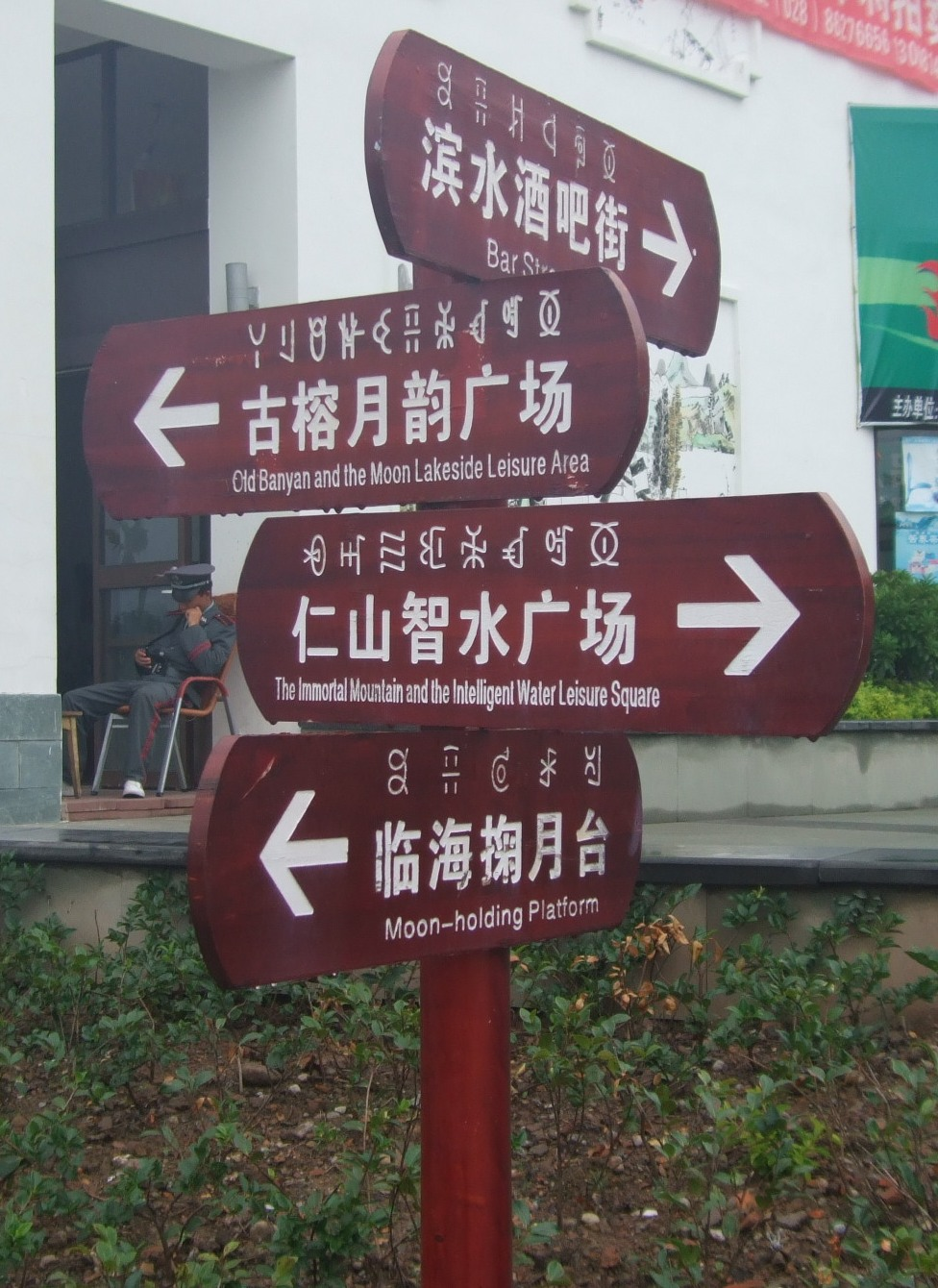
трьохмовні покажчики в Січані (Сичуань, Китай); зверху вниз: на носу (сучасним письмом ї), китайською та англійською.

Раніше використовувалося т. н. Класичне письмо ї — словесно-складова писемність, функціонально близька китайській. В ній налічувалося до 8-10 тис. знаків.
Сучасне письмо ї (Modern Yi script, ꆈ ꌠ ꁱ ꂷnuosu bburma[nɔ̄sū bʙ̝̄mā]) представляє з себе стандартний набір складових знаків, складений китайським урядом в 1974 на основі класичного письма. У 1980 році це письмо було оголошено офіційним для мови носу.
756 основних знаків передають склади Ляншаньського діалекту, обраного як основа для стандарту. Ще 63 знаки існують для складів, запозичених з китайської.
У 1958 році китайський уряд запровадив також алфавіт на базі латиниці:
 a b c ɕ d ƌ e ә fg г h ч i j k l m n ŋ o ө p q r ж s t u v w y z ʑ з 